# Nitko nema dva života
Nitko nema dva života je šesti album hrvatskog pjevača Dražena Zečića.
Album je 1998. izdala diskografska kuća Croatia Records. U Hrvatskoj je album prodan u dijamantnoj nakladi.

## Popis pjesama
1. Što ti znači on
2. Prijatelja u meni ne traži
3. Nitko nema dva života
4. Tako je dobro sresti te
5. Nemoj tražit da te ne volim
6. Ima li nade za nas
7. Nisam ja
8. Ova noć je samo naša
9. Kad sjetiš se mene
10. Rastanci su uvijek tužni

Pjesmu "Ima li nade za nas" Dražen Zečić pjeva u duetu s Anđelom Kolar. Pjesma je proglašena pjesmom godine u svojoj kategoriji.
Ovaj album je polučio uspješnice „Prijatelja u meni ne traži”, „Nitko nema dva života”, „Ima li nade za nas” i „Nisam ja”.
1. ↑  Dražen Zečić- JEDAN OD NAJPRODAVANIJIH IZVOĐAČA. Inačica izvorne stranice arhivirana 5. lipnja 2017. Pristupljeno 13. svibnja 2025.CS1 održavanje: bot: nepoznat status originalnog URL-a (link)